# Peesa
Peesa (en griego, Ποιήεσσα) es el nombre de una antigua ciudad griega de la isla de Ceos. 

## Historia
Estrabón la menciona como una de las cuatro ciudades de la isla, junto con Coresia, Cartea y Yulis. En un principio era independiente pero posteriormente Peesa se incorporó al territorio de Cartea. Cerca de la ciudad se hallaba un santuario de Apolo Esmínteo, del que se han hallado restos bajo la iglesia de Agios Sideros. Entre el santuario de Apolo y las ruinas de Peesa se hallaba un santuario de Atenea Nedusia que se creía que había sido erigido por Néstor cuando este regresó de la Guerra de Troya.